# Mariakapel (Hussenberg)

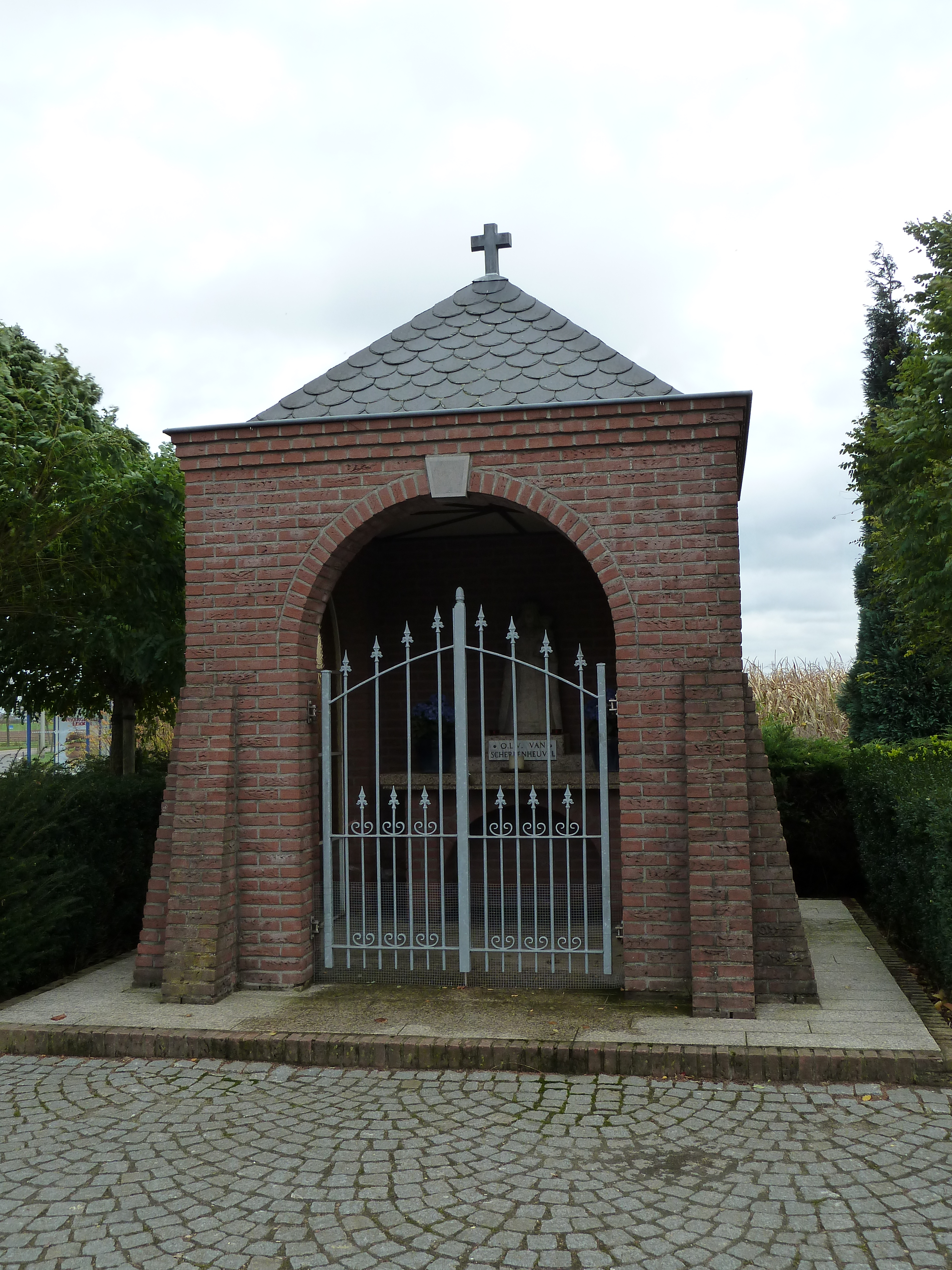
De Mariakapel

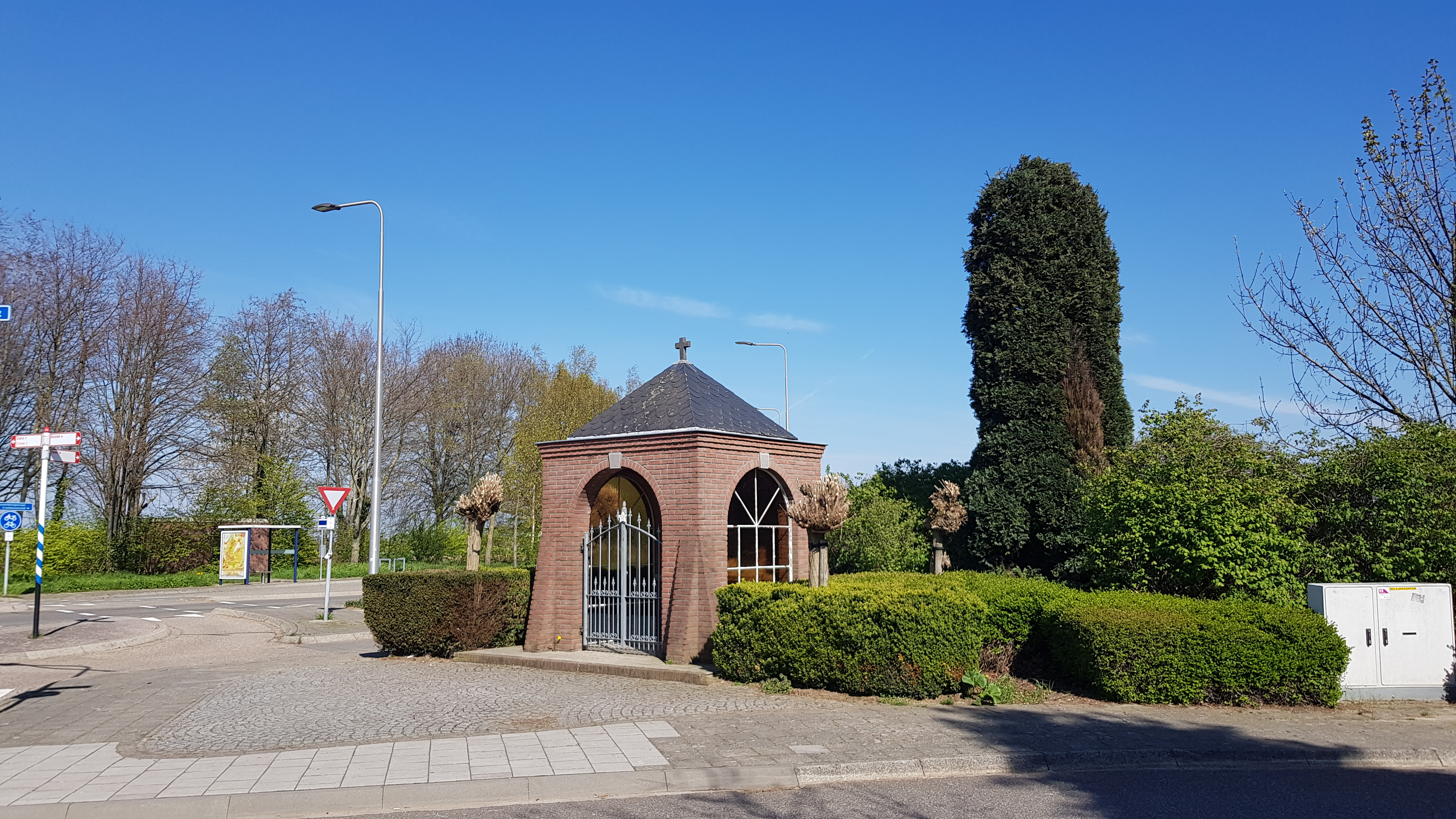
De kapel

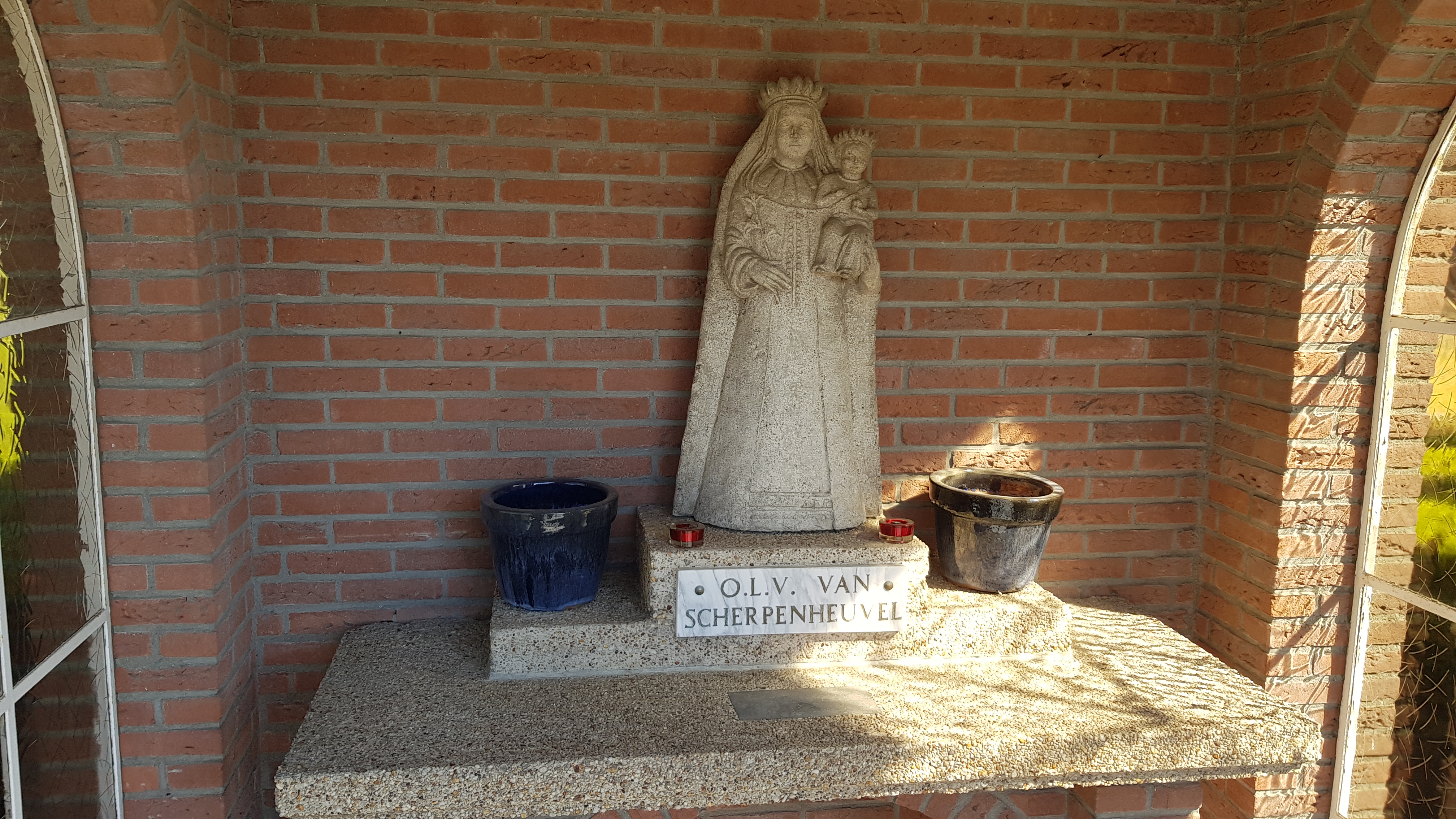
Interieur

De Mariakapel is een kapel tussen Hussenberg en Snijdersberg bij Geulle in de Nederlands Zuid-Limburgse gemeente Meerssen. De kapel staat aan een kruising aan de zuidzijde van de plaats op de plaats waar de Hussenbergstraat, Cruisboomveld, Heirweg en Cruisboomstraat samen komen. Op rum 300 meter naar het noordwesten staat de kapel van Zorgcentrum Ave Maria.
De kapel is gewijd aan Maria, specifiek aan Onze-Lieve-Vrouw van Scherpenheuvel.

## Geschiedenis
In 1960 werd de kapel gebouwd in opdracht van buurtbewoners uit Snijdersberg en Hussenberg om een bedevaartprocessie naar de bedevaartsplaats Scherpenheuvel.
In 1994 werd de kapel herbouwd in verband met een wegreconstructie.

## Bouwwerk
De bakstenen kapel is opgetrokken op een vierkant plattegrond en wordt gedekt door een tentdak met schubvormige natuurstenen leien. Op de top staat een bol met daarop een kruis. Op de hoeken van de kapel zijn halfhoge schuin uitgemetselde steunberen geplaatst. In de zijgevels is een groot rondboogvenster met gekleurd glas-in-lood aangebracht met grijze sluitsteen. In de frontgevel bevindt zich de rondboogvormige toegang van de kapel die wordt afgesloten met een smeedijzeren hek.
Van binnen is de kapel in bakstenen uitgevoerd en tegen de achterwand is het natuurstenen altaar geplaatst. Op het altaar staat een beeld van Onze-Lieve-Vrouw van Scherpenheuvel. Op de sokkel van het beeld is een plaquette aangebracht met de tekst:

O.L.V. VAN SCHERPENHEUVEL